# Overall, Virginia

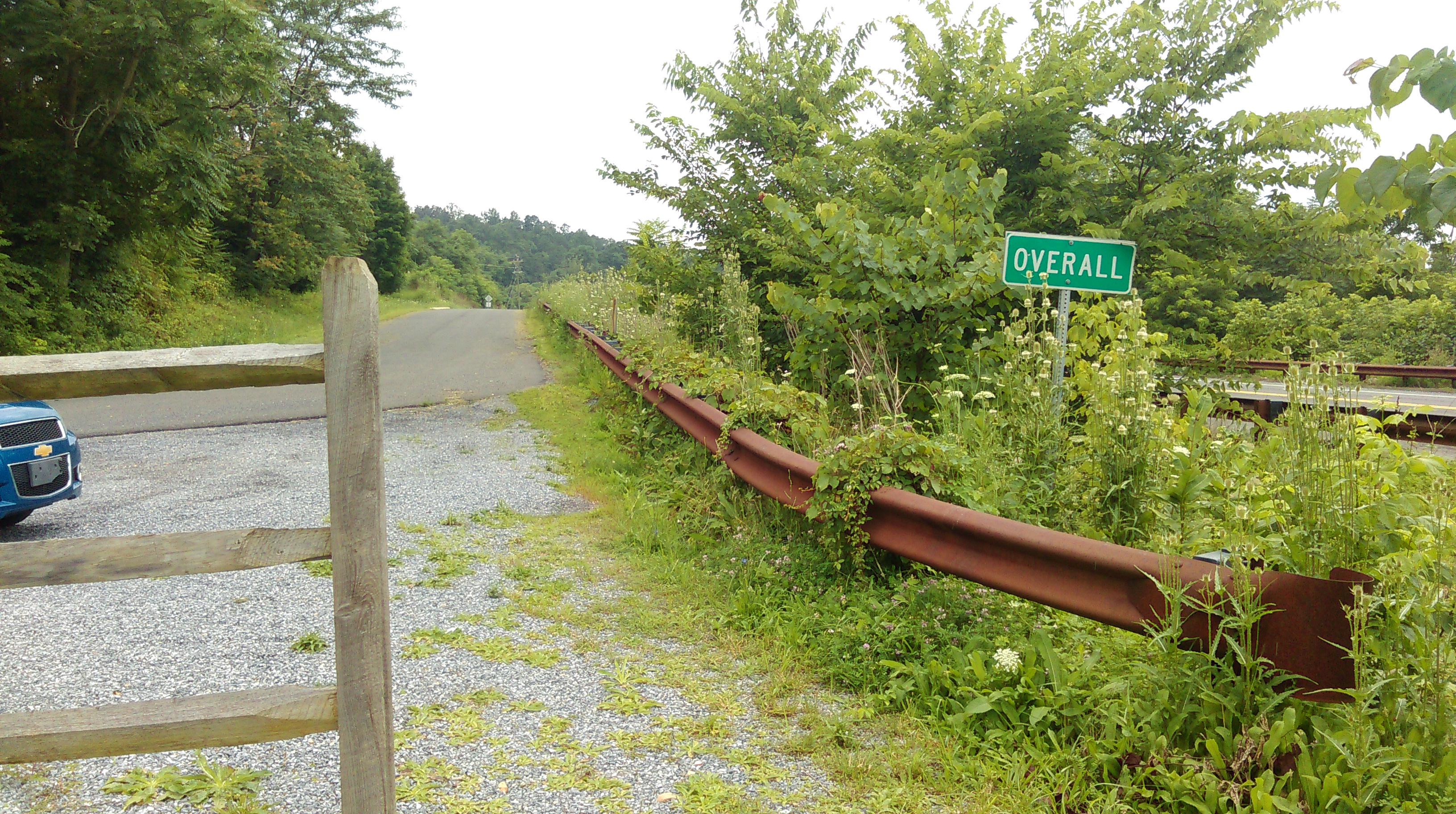
Vägskylt som visar att man kommit till Overall.

Overall är en ort i Warren County, Virginia, Förenta staterna, som ligger utanför kommunindelningen. Orten räknas som en del av Washington-Arlingtons storstadsområde. Overall ligger på latituden 38.806N och longituden -78.347W. Höjden över havet är 630 fot (192 m) och orten ligger alldeles invid Stonewall Jackson Highway (U.S. Route 340, som norrut, i Maryland, anknyter till U.S. Route 40). Ortens postnummer (ZIP code) är 22650.
Det finns en del fornlämningar i Overall, där den viktigaste är Milford Battlefield, som minner om ett fältslag 1864, under amerikanska inbördeskriget. Närmast öster om Overall ligger Shenandoah National Park, där Overall Falls är delstaten Virginias största vattenfall.